# D (группа)
D (яп. D Ди:) — японская метал-группа, сочетающая в своём жанре хэви-метал с элементами симфоники, дэта и поп-музыки. Группа известна своей вампирской тематикой, владением инструментами и верностью классическому вижуал кэй-образу. На данный момент, D считается одной из самых известных и популярных групп visual kei.

## История
Группа была образована в апреле 2003 года в Токио, бывшими участниками популярной в 1990-х годах готической группы Syndrome, вокалистом Асаги и гитаристами Руйдза и Син соответственно. Впоследствии к ним присоединились барабанщик Хироки и басист Рэна. Через некоторое время Син был заменён на ритм-гитариста Хидэ-Дзо, а Рэна покинул группу после чего, Хидэ-Дзо временно взял на себя обязанности бас-гитариста к гитаре.
После прихода в группу бас-гитариста Цунэхито, Ди начинают более активно выступать и работать в студии. В 2005 они выпускают свой дебютный альбом Tafel Anatomie и постепенно набирают популярность среди слушателей. В 2008 году, группа уже подписывает контракт с крупным j-pop лейблом Avex Trax, что вызывает у фанатов опасения по поводу сохранения тяжести группы. По мнению Allmucic, в некотором плане эти опасения были не зря, и первый мейджор альбом группы, Genetic World, был несколько более мягким чем другое творчество группы.
Но, начиная с 2010 года вместе с альбомом 7th Rose группа возвращается к старому звучанию, добавляя к поп-веянием прошлого альбома, рваные риффы и экстремальный вокал. Вместе с этим был отмечен прогресс группы. В следующем году, Ди подписывают контракт с немецким лейблом Gan-Shin, который занимается распространением вижуал-кэй-музыки в Европе. Это позволяет выпустить следующий альбом группы под названием Vampire Saga уже официально в Европе.

## Состав
- Асаги / ASAGI (яп. 浅葱) — вокал
- Руйдза / Ruiza (яп. 涙沙) — гитара
- Хидэ-Дзо / HIDE-ZOU (яп. 英蔵 Хидэ-Дзо:) — гитара, бас (один период, только в студии)
- Цунэхито / Tsunehito (яп. 恒人) — бас
- Хироки / HIROKI (яп. 大城) — ударные

Бывшие участники :
- Син / SIN — гитара
- Рэна (яп. レナ) — бас

## Дискография

### Синглы
- «Alice» (November 27, 2003)
- «Yume narishi kuuchuu teien» (夢なりし空中庭園) (12 мая, 2004)
- «Mayutsuki no Hitsugi» (繭月の棺) (4 ноября, 2004)
- «Mahiru no Koe: Synchronicity» (真昼の声～Synchronicity～) (12 января, 2005)
- «Shiroi Yoru» (白い夜) (17 февраля, 2005)
- «Yami Yori Kurai Doukoku no Acapella to Bara Yori Akai Jounetsu no Aria» (闇より暗い慟哭のアカペラと薔薇より赤い情熱のアリア) (22 июня, 2005) Oricon Weekly Singles Top Position: 81[3]
- «Taiyou wo Okuru Hi» (太陽を葬（おく）る日) (3 августа, 2006), God Child Records
- «Dearest You» (25 апреля, 2007), God Child Records, Oricon Weekly Singles Top Position: 43[3]
- «Ouka Sakisomenikeri» (桜花咲きそめにけり) (18 июля, 2007), God Child Records
- «Schwarzschild» (15 августа, 2007), God Child Records
- «Birth» (7 мая, 2008), Avex Trax Oricon Weekly Singles Top Position: 8[3]
- «Yami no Kuni no Alice» (闇の国のアリス) (3 сентября, 2008), Avex Trax, Oricon Weekly Singles Top Position: 9[3]
- «Snow White» (21 января, 2009), Avex Trax, Oricon Weekly Singles Top Position: 6[3]
- «Tightrope» (23 сентября, 2009), Avex Trax, Oricon Weekly Singles Top Position: 9[3]
- «Day by Day» (2 декабря, 2009), Avex Trax, Oricon Weekly Singles Top Position: 16[3]
- «Kaze ga Mekuru Peji» (風がめくる頁) (10 марта, 2010), Avex Trax, Oricon Weekly Singles Top Position: 22[3]
- «Akaki Hitsuji ni Yoru Bansankai» (赤き羊による晩餐会) (28 июля, 2010), Avex Trax, Oricon Weekly Singles Top Position: 24[3]
- «In the name of justice» (10 ноября, 2010), Avex Trax, Oricon Weekly Singles Top Position: 22[3]
- «Torikago Goten ~L’Oiseau Bleu~» (鳥籠御殿~L’Oiseau bleu~) (28 июля, 2011)
- «Huang di ~yami ni umareta mukui~» (21 ноября,2011)
- "Nyanto-shippo"De"!?" (13 февраля, 2012)
- «Ultimate lover» (13 февраля, 2012)
- «Dying Message» (30 мая, 2012)
- «Danzai No Gunner» (~断罪の銃士(ガンナー)~) (18 июля, 2012)
- «Namonaki Mori no Yumegatari» (名もなき森の夢語り) (14 ноября, 2012)
- «Rosenstrauss» (28 августа, 2013)
- «DARK WINGS» (11 декабря, 2013)
- «Tsuki no Sakazuki» (23 июля, 2014)
- «HAPPY UNBIRTDAY» (16 сентября, 2015)
- «MASTER KEY» (9 декабря, 2015)
- «Dark Fairy Tale» (28 июня 2017)
- «Orokashii Ryuu no Yume» (愚かしい竜の夢) (27 октября 2017), God Child Records

### EPs
| №  | Название        | Длительность |
| -- | --------------- | ------------ |
| 1. | «Vampire Missa» | 4:50         |
| 2. | «Dangan»        | 3:30         |
| 3. | «Eden»          | 4:27         |
| 4. | «Lost Breath»   | 5:13         |

| №  | Название         | Длительность |
| -- | ---------------- | ------------ |
| 1. | «Face»           | 4:40         |
| 2. | «Night-ship "D"» | 4:23         |
| 3. | «Angelic Blue»   | 5:30         |
| 4. | «Hanamadoi»      | 4:23         |
| 5. | «Pride»          | 4:42         |

| №  | Название         | Длительность |
| -- | ---------------- | ------------ |
| 1. | «Vampire Missa»  |              |
| 2. | «Dangan»         |              |
| 3. | «Eden»           |              |
| 4. | «Lost Breath»    |              |
| 5. | «Gareki no Hana» |              |

| №  | Название                                   | Длительность |
| -- | ------------------------------------------ | ------------ |
| 1. | «Yume narishi kuchuu teien (Instrumental)» |              |
| 2. | «Love means sacrifice»                     |              |
| 3. | «Kuuchuu teien»                            |              |
| 4. | «Danpen Asymmetry»                         |              |
| 5. | «Bara no kioku»                            |              |

| №  | Название         | Длительность |
| -- | ---------------- | ------------ |
| 1. | «Face»           |              |
| 2. | «Night-ship "D"» |              |
| 3. | «Angelic blue»   |              |
| 4. | «Hana madoi»     |              |
| 5. | «Pride»          |              |

### Студийные альбомы
- The Name of the Rose (28 сентября 2005) Oricon Weekly Albums Top Position: 85[4]
- The Name of the Rose (8 февраля 2006), God Child Records — Remastered Edition, Oricon Weekly Albums Top Position: 83[4]
- Tafel Anatomie (18 октября 2006), God Child Records, Oricon Weekly Albums Top Position: 36[4]
- Neo Culture: Beyond the World (7 ноября 2007), God Child Records, Oricon Weekly Albums Top Position: 31[4]
- Genetic World (25 февраля 2009), Avex Trax, Oricon Weekly Albums Top Position: 11[4]
- 7th Rose (24 марта 2010), Avex Trax, Oricon Weekly Albums Top Position: 37[4]
- Vampire Saga (12 января 2011), Avex Trax, Oricon Weekly Albums Top Position: 29[4]
- Bloody Rose «Best Collection 2007〜2011» (21 августа 2013), Avex Trax
- KINGDOM (12 ноября 2014)
- Wonderland Savior (26 октября 2016)

### Live albums
- Tour 2008: Alice in Dark Edge Final (March 23, 2009), Avex Trax

### DVDs
- Tafel Anatomie: Tour 2006 Final (14 марта 2007), God Child Records
- Last Indies Tour 2008 Final: Follow Me (30 июля 2008), Avex Trax
- Tour 2008: Alice in Dark Edge Final (23 марта 2009), Avex Trax
- D 1st Video Clips (31 марта 2010)
- In the name of justice Tour Final 2010 (27 марта 2011)
- Dying message ～2012 Overseas Odyssey Tour Documentary & Off-Shot (18 октября 2012)
- D Tour 2013 Rosenstrauss Documentary DVD (10 июля 2014)
- D 47 Todoufuken Tour LIVE At Maihama Amphitheater (18 марта 2014)
- Ultimate lover Dai Nijyu-ichi ya (Ultimate lover 第二十一夜) (29 апреля 2015)
- D Tour 2015 Master Key Tour Document & 3songs Live (6 апреля 2016)
- Happy Unbirthday 2015.8.29 Akasaka BLITZ (6 апреля 2016)
- 「D TOUR 2016 Wonderland Savior ～太陽の歯車～ ツアードキュメント & 5 songs LIVE」 (1 апреля 2017)
- 「D TOUR 2016～2017 Wonderland Savior ～月の歯車～」～13 Songs LIVE (2017.1.27 Grand Final at 新宿ReNY) ＆ Tour Documentary & «Wonderland Savior» 11 Songs Full CG Movie～ (27 октября 2017)